# روزنامه‌نگاری زیست‌محیطی
روزنامه‌نگاری زیست‌محیطی عبارت است از جمع‌آوری، صحت‌سنجی، تولید، توزیع و ارائه اطلاعات مربوط به رویدادها، روندها و مسائل مربوط و افراد درگیر با جهان غیرانسانی که انسان‌ها ضرورتاً با آن تعامل دارند. یک روزنامه‌نگار زیست‌محیطی باید این موارد را داشته باشد: درک زبان و روش علمی، دانش راجع به رویدادهای زیست‌محیطی تاریخی، توانایی آگاهی از آخرین تصمیمات و سیاست‌گذاری زیست‌محیطی و کار سازمان‌های زیست‌محیطی، درک عمومی راجع به دغدغه‌های زیست‌محیطی روز و توانایی ارائه تمام این اطلاعات به عموم به صورتی قابل فهم.